# 黒い秘密兵器
『黒い秘密兵器』（くろいひみつへいき）は、一峰大二の野球漫画。原作︰福本和也。「週刊少年マガジン」にて、1963年（昭和38年）から1965年（昭和40年）にかけて連載された。

## あらすじ
昭和38年のある日、苦戦を続ける巨人軍に突如現れた少年投手・椿林太郎は、剛速球や魔球「黒い秘球」を武器に、次々にあらわれる多くのライバル達との対決を通し、様々な秘球を編み出しながら巨人の勝利に貢献していく。1年目はリーグ優勝に貢献し、日本シリーズでも西鉄を破って巨人は日本一に。しかし、2年目は終盤に肩を壊し、巨人も優勝を逃す。その年のストーブリーグではトレード話が持ち上がる。しかし九州で謎の男、小野寺の下で特訓を重ね、ついに椿は「魔の秘球」を編み出すことに成功する。ライバルのゴン助の妨害や他チームの反対があり、一時は禁止になりかけたが、最後はコミッショナー裁定でルールに認められる。
捲土重来を期した3年目、魔の秘球で次々にライバルらを打ち取ったが、中日の那智にホームランされ失踪。しかし、新しい「かすみの秘球」を編み出してペナントレース終盤に復帰、優勝に貢献する。しかし、その「かすみの秘球」により過度の負担がかかったことで手首に異常をきたし、レントゲン検査で手首に悪性腫瘍があることが判明するが、医師の診断を押し切って引退覚悟で登板を続け、チームを優勝へと導く。そのとき対戦した那智に手首の異常を見抜かれるが「やめるなら途中でやめず南海を破って日本一になってくれ」との激励を胸に南海との日本シリーズに挑む。スタンドから声援を送る柳生、那智らライバル達の見守る中、全試合に登板。最終戦を終えた直後、最優秀投手に選ばれたことも知らずに忽然と球場から消える。なお（偶然にも）実際にこの年、巨人はこの漫画と同様に南海に勝ち日本一になり、同年の優勝から巨人は栄光のV9を達成した。V9の1年目の記念すべき作品になる。

## 登場人物
椿林太郎
主人公。巨人軍に突如現れた投手。初登板のとき、黒いサングラスをしていたため「黒い秘密兵器」と呼ばれた（このあとすぐサングラスを外し、これ以降つけることはなかった）。両親はおらず、肉親は祖父のみ。背番号は当初は11だったが、後に監督の川上哲治から16を受け継ぐ。森昌彦ですら捕球できないほどの剛速球のために捕手の起用に問題が生じたが、専門の捕手として鍛えられた大船の入団で投手として活躍が続けられることとなる。柳生（後述）の告発で伊賀忍者の末裔であることが判明し、忍術を野球に持ち込むことを非難する柳生によって球界から追放されそうになるが、蟻川（後述）によって潔白が証言され、その後も球界に留まり、様々な秘球を編み出して活躍を続ける。しかし「かすみの秘球」で強いられた不自然な投法によって手首に悪性腫瘍ができてしまったため、日本シリーズの対南海ホークス戦で全試合を投げて日本一に貢献した直後の表彰式で、忽然と姿を消し、そのまま球界を去る。
大船頑太（頑六といわれたことも）
椿の専用捕手。背番号0。南海ホークスからのトレード選手。素手で石をキャッチするという特訓を重ねて捕球能力を鍛え、椿の剛速球を捕球できる能力を獲得して入団。攻守に活躍する。静岡の漁師の長男で、たくさんの弟と美人の姉がいる。明るい性格と太目の体型でムードメーカーとしての資質を有しており、椿と共に中華料理店の2階に下宿し、野球面だけではなく私生活や精神面での支えにもなる。ただしやや慎重さに欠ける性格でもあり、敵方のスパイの策謀にのせられて接待を装った軟禁に遭い「魔の飛球」の秘密を敵方に渡す原因を作ってしまった事もある。
柳生宗範
大洋ホエールズの内野手兼外野手（両方で登場する）。椿の幻の秘球を打つ。しかしゼロの秘球は打てなかった。このために椿を忍者呼ばわりして追放しようと試みたり、ゼロの秘球を危険球として禁止に追い込んだり、魔の秘球を暴くべく、謎の人物を組んで大船を軟禁する、など勝つために手段を選ばない男。試合では椿が勝負を避けたことに激昂して暴行、両軍入り乱れての乱闘となる。魔の飛球を打つ、さざ波打法を開発、椿はさざ波打法では魔の秘球はインコースに投げると打てないことを見破る。このため椿は魔の秘球をインコースに投げ損ねる。魔の秘球を頭部に受け転倒、そのまま入院するが、入院先では那智の打撃の危険性を擁護した椿を賞賛するという一面も見せた。
那智
中日ドラゴンズの外野手。優れた動体視力の持ち主で、151系特急「こだま」の各車両に記された車体番号を見て視力を鍛え、全てを言い当てて監督たちを驚愕させた。物語終盤では、柳生を負傷させた魔の秘球を捨てようとしていた椿を、サインを盗んで巨人を追い込むという方法で試合に引きずり出し、短いバットをボールにぶつけるやり方で魔の秘球をホームランする（ただしその次の打席で初披露となったかすみの秘球に惨敗する）。（ただし現実にはバットの太さは検査があり、故意にバットを離すのはルール違反で退場になる打法である）その後、鋭い眼力で椿の手首の故障と共に引退の決意を見破り、引退は日本一になってからしろと進言する。椿の最後のライバルとなる。
蟻川
サンケイスワローズの外野手。柳生が黒い秘球を打ってファウルにした時、その場所に飛んでくると周囲に予言してその通りになったという野球センスの持ち主。その試合の直後、策謀で椿をプロ野球界から追放しようとした柳生に反証して椿を救ったという経緯があり、試合以外では椿と親しい。椿がトレードに出されるという噂を聞きつけると、すぐさま飯田徳治監督と共に入団勧誘に乗り出すという行動派でもある。肩の故障を見抜いたときは「投げるな!」と駆け寄ってその球を素手で捕球し、守備妨害でアウトになるという行動に出る。
セナス・エアロン
阪神タイガースに捕手として入団した元FBI。座ったまま腕だけで二塁に軽く投げて走者を刺殺する送球能力と、相手打者の目配りや動きから狙っている球種やコースを見抜く能力を有している。打撃能力も高く、光る秘球をホームランしたが、その際に右足がボックスから出ていた為に無効になる。それをやじるファンからかばってくれた椿に感謝しつつ帰国する。一度、椿を大リーグに誘おうとした事もある。
文福竜之進
大洋ホエールズの内野手。子供たちと遊んでいてデビューの試合に遅刻するというなかなかの選手。九州、中国、中部各地方の方言が合わさったような不思議な言葉を使う。椿の魔の秘球を打つためにはボールへの恐怖心をなくすることだと、稲川誠に依頼してわざとボールをぶつけてもらうという特訓をする。しかし監督から魔の秘球の秘密を井関から知らされたことや椿の魔の秘球対策は役に立たずに「魔の秘球を打たれたらもう秘球は投げるな」と無茶な約束をして監督からバッターを下されて他の打者が代打となる。
山城
阪神タイガースの捕手。1年後輩だが、椿や大船を先輩扱いしない。小柄だが手首が異常に強く物凄い回転打法を持って椿の黒い秘球をいきなりホームランして衝撃的なデビューをする。光る秘球がナイターでないと投げられないという事実を暴く。この後、光る秘球を回転打法でホームランして打ち込んでいた。大洋とのオープン戦をスタンドから観戦しながら魔の秘球を8ミリフィルムで写し取り、「誰が風を見たでしょう」というクリスティナ・ロゼッティ（西條八十訳）の詩を口ずさんで秘密を説いたことをほのめかし、揺さぶりをかける。しかし、盲目打法では魔の秘球の球筋に合わず。試合では魔の秘球の前に屈する。光る秘球を打ち込んだ恐るべきライバルだった。
宇津見清
阪神タイガースの投手。辻や戸梶などの捕手が手を負傷するほどの剛速球を持つ。病気の妹の治療費を賭けて椿と投げ合うが、その椿に本塁打されて敗戦投手。藤本定義監督に直訴してその翌日に内野手に転向し、かすみの秘球に挑むも打ち取られる。かすみの秘球は手元でバットをよける秘球だったことをビデオカメラで見せられ、秘球に向かっていったファイトを藤本から評価され、妹の治療費と次シーズンの選手契約を勝ち取る。父親がマッサージ師で、マッサージをした椿の手首の異常を発見した。何故か山城とはバッテリーを組むことが無かったが、その理由は練習中に宇津見の剛速球を受けて手を傷めたこと。原因はボールが手元でホップしていたことを椿は見破ったのでホームランを打てた。
亀田
巨人の投手。コントロールに優れたスローカーブで注目され、椿のライバルとなるが、様々なあくどいやり方で椿を追い込む。しかし、シーズン前に編み出した妖球バタフライボールが、実はボールの外皮を刃物で羽状に切るというルール違反の投球である事を川上哲治に見抜かれ、2軍に落とされる。その後、改心して肩がだめになるほど「まぼろしの秘球」の練習をし、幻の秘球は投げたが、その結果肩を壊して球界を去る。
ホラ貝ゴン助
巨人の投手。2m近い大男。椿のライバル。黒い秘球の原理を椿から自力で見抜き黒い秘球を投げてデビュー。しかし山城は本家の椿の黒い秘球を打ちたかったために立ったままで打つ気なしでわざと三振する。椿の編み出した「魔の秘球」が危険球であるから禁止すべきとコミッショナーに手紙を出して妨害する。しかし、椿を救った小野寺により、ゴン助が根来忍者であり、彼が出した妨害の手紙であることが明かされた。
小野寺
元国鉄スワローズの捕手で、金田正一とバッテリーを組んでいた。肩を傷めた椿に対し鋼鉄の球を椿に投げさせて、過酷なトレーニングで肩を治した他、パラシュートで突き落としたりするなどして「魔の秘球」開発のヒントを与えた。魔の秘球の是非を論じるコミッショナー会議に単身乗り込んで力説。その後、ゴン助が根来忍者であることをコミッショナーに暴露し、ピンチを救う。魔の秘球は一番スピードがあり球が重いのは鉄玉ボールの特訓から生まれた魔球のためだった。
井関
謎の紳士。椿に新しい秘球を編み出すヒントを与えたかと思えば、那智にその秘密をばらすなど奇怪な行動をとる。最後は椿と和解してその下を去るが、その際にも極めて不可解な言葉を残す。しかし、椿は深く感謝したのであった。

## 秘球
本作では魔球のことを「秘球」と呼ぶ。なお、一峰大二によれば福本の原作には「これまで誰も見たことのなかったような球だった」といった抽象的な記述だけで、どのような秘球なのかという説明が一切無かったため、担当編集者の宮原照夫と喫茶店で話し合って決めたとのこと。
黒い秘球
最初から使用できた秘球。球がバッターの手元で残像を残しながら落ちていくと同時に黒くなる。黒い球を打ってもバットをすり抜けてしまう。その正体は超高速のナックルボールで、落ちるまえの球の影が落ちた後の球に当たるため、球が黒く見えてしまう。見えている球はいずれも残像である。山城が回転打法でホームランを打つ。
まぼろしの秘球
球がスクリュー状に回転することで、周囲の砂埃を巻きあげて球が見えにくく、近づいてくると巨大に見える。蟻川は雪玉の中にボールを込めて、中のボールを叩く特訓を行った上で、「黒い秘球」を打つと宣言し、椿にまぼろしの秘球を投げさせて攻略する。
ゼロの秘球
上に白い球、下に黒い球が連続して飛んでいくような描写がされた秘球。手裏剣が大きく縦に弧を描いて飛んでいく「伊賀の秘投」を椿は祖父から伝授された。これを応用したものであり、黒い秘球と同様の理屈で下の球が黒くなり、また連続して飛んでいくように見える。だが、連続して弧を描きながら飛ぶため、カマイタチ現象が起きてしまい、バッターを切り裂いてしまう恐れがある。この秘球は誰にも打たれなかったが、ゼロの秘球を打てなかった柳生がその腹いせに、この事実をさぐりあてて暴露したために野球連盟はこの秘球の使用を禁止した。
光る秘球
球の回転で周囲の水蒸気を吸い寄せ、そこに球場の照明が当たることで光の反射が起こり、球が目がくらむほど光る。そのためナイターでないと使えない。山城は光る秘球の秘密を暴き、光る秘球を回転打法でホームランした。
魔の秘球
球が螺旋状に飛び、巨大化したように見せることで相手に恐怖感を与える秘球。那智の太いバットのバット投げつけ打法でホームランされる。現実の野球ではこの太すぎるバットは使えず、バットを故意に離すことは危険でルール違反になり退場させられる。
かすみの秘球
最後の秘球。魔の秘球をあやまって柳生に当てて重傷を負わせてしまった椿は魔の秘球を封印することを決め、新たにこの秘球を編み出した。投球モーションの途中で球が飛んでくるので打つタイミングがとりづらい。実は投球モーションの途中で手首だけで球を投げていた。そしてこの球はバットをよけて通るが、その理由が明かされることはなかった。かすみの飛球は後に本作と同じ宮原照夫が担当編集者となった『巨人の星』の星飛雄馬の大リーグボール3号と共通点が見られる。アンダースローで手首（3号は指）だけで投げられていることやバットをよけること、どちらも投手の投手生命を奪ったことなどである。

## 単行本
かつてはサンデーコミックス（秋田書店）から全8巻が発売されたが廃刊、現在はebookJapanと「マンガ図書館Z」から電子書籍が全8巻発売されている（後者は常時無料）。

## ソノシート
本作はテレビアニメ化はされなかったが、朝日ソノラマからソノシートが発売された（商品ナンバーM9→B71。1964年12月発売）。ソノシートには主題歌「椿林太郎の歌」と、ドラマ「0の秘球」が収録されていた。
声の出演
- 椿林太郎：田中雪弥（現：森功至）
- 大船頑太：内海賢二
- 老人：寄山弘
- 柳生宗範：野沢那智
- 川上哲治：小林修
- 特別出演：王貞治（当時：読売ジャイアンツ）、佐々木信也（当時：野球評論家）、大平和夫（当時：日本テレビアナウンサー）

主題歌
『椿林太郎の歌』
- 作詞：一峰大二 / 作曲：嵐野英彦 / 歌：ボーカル・ショップ

なお『椿林太郎の歌』は、2008年3月26日発売のCD集「永久保存盤 ソノシート誕生40周年記念 朝日ソノラマCD-BOX」のVol.5に収録されている。